# Contingente militare
Un contingente militare è un insieme di forze militari assemblate in un dato momento per partecipare ad una data operazione militare.

## Storia
In età medievale, contingente si usava per intendere il quantitativo di soldati che toccava a questa o quella provincia, contrada o contea di fornire in caso di necessità. Con la nascita degli Stati nazione e il formarsi di forze armate nazionali, contingente passò ad indicare l'ammontare delle forze da incorporarsi annualmente nelle forze armate in base alla dalla legge sul reclutamento sul servizio militare coattivo - ove previsto - nell'ambito dell'organica militare.

## Significato della locuzione
Il contingente  militare è quindi il complesso del personale utilizzato per una missione militare all'estero e precedentemente per un corpo di spedizione. Questo personale di solito è appartenente a forze armate, armi, corpi o specialità diverse, e assemblato per quella particolare operazione.
Nel linguaggio militare il termine può assumere anche diversi significati più specifici:
- Contingente di leva: il complesso di giovani di una classe che sono chiamati al servizio militare qualora esso sia obbligatorio;
- Contingente incorporato: il quantitativo di uomini di una data classe di leva dichiarato idoneo al servizio militare e incorporato nelle varie armi e nei vari corpi;
- Contingente alle armi: la forza complessiva di uomini alle armi in un determinato periodo;
- Contingente in congedo: l'ammontare complessivo dei militari appartenenti alle classi in congedo;
- Contingente di prima, seconda, terza categoria: il numero di uomini in ciascuna classe di leva assegnato alle predette categorie in base ai propri requisiti;
- Contingente destinato a un corpo: il quantitativo di reclute destinato ad un dato corpo, unità o reparto dalle tabelle di assegnazione;
- Contingente a ferma ordinaria: la parte di reclute di ciascuna classe di leva che deve compiere l'intera ferma;
- Contingente a ferma ridotta: parte di reclute di ciascuna classe di leva che ha titoli per l'ammissione alla ferma ridotta.